# Новые бременские
Новые бременские е руски пълнометражен музикален анимационен филм от 2000 г., създаден от режисьора Александър Горленко. Той е пряко продължение на анимационните филми „Бременские музыканты“ (1969) и „По стъпките на бременските музиканти“ (1973). Участник в конкурса Tarusa-2001.
Въпреки доста големия бюджет, рекламата и времето, карикатурата не получи популярност и получи предимно отрицателни отзиви от зрителите.

## Сюжет
Внимание:  Текстът по-долу разкрива сюжета на произведението (или части от него)!
Минаха тридесет години. Оттогава е минало много вода, Трубадурът и принцесата са имали син, кралят на вечерящите, но сега разбойниците живеят свободно, плетат интриги, Атаманша става банкер и строи парцели.

## Създатели
- Автори на сценария: Васил Ливанов, Юрий Ентин
- Текст: Юрий Ентина
- Композитор: Генадий Гладков
- Руският държавен симфоничен оркестър по кинематография под диригентството на Сергей Скрипка
- Режисьор на продукцията: Александър Хорленко
- Художници-постановчици: Юрий Батанин, Надя Михайлова
- Монтаж: Александър Чупаков
- Звук: Владимир Виноградов
- Изпълнителни продуценти: Феликс Клейман, Дейвид Кеосаян
- Продуцент: Владимир Достал

## Награди и номинации
- 2000 - Награда за III място на Всеруския фестивал на визуалните изкуства в Орльонок[1]